# Exécutif Monfils
L' Exécutif Monfils est un exécutif de la Communauté française de Belgique bipartite composé de libéraux et de sociaux-chrétiens.
Cet exécutif fonctionne du 9 décembre 1985 (date à laquelle il succède à l'Exécutif Moureaux I) au 2 février 1988. Il cèdera sa place à l'Exécutif Moureaux II.

## Composition
| Fonction                                                               | Titulaire | Titulaire        | Parti |
| ---------------------------------------------------------------------- | --------- | ---------------- | ----- |
| Ministre-président                                                     |           | Philippe Monfils | PRL   |
| Ministre chargé des Affaires sociales, de la Formation et du Tourisme  |           | Edouard Poullet  | PSC   |
| Ministre chargé de la Santé, de l’Enseignement et des Classes moyennes |           | André Bertouille | PRL   |